# Брушка
Брушка је насељено мјесто у Буковици, у континенталном дијелу сјеверне Далмације. Припада граду Бенковцу, у Задарској жупанији, Република Хрватска.

## Географија
Брушка се налази око 15 км сјевероисточно од Бенковца.

## Историја
Брушка се од распада Југославије до августа 1995. године налазила у Републици Српској Крајини. Брушка је избила у жижу интересовања послије грађанског рата у Хрватској, када је хрватско правосуђе оптужило Драгана Васиљковића за наводни ратни злочин почињен над хрватским становништвом почетком 1993. године.

## Становништво
Брушка је једно од ријетких села у Буковици које је прије рата имало хрватску етничку већину. По попису из 1991. Брушка је имала 373 становника, од тога 334 Хрвата и 39 Срба. Попис становништва из 2001. године забиљежио је 167 становника, који су готово сви хрватске националности. Брушка је према попису становништва из 2011. године имала 113 становника.
| Националност       | 1991. | 1981. | 1971. | 1961. |
| Хрвати             | 334   | 378   | 436   | 471   |
| Срби               | 39    | 28    | 37    | 42    |
| Југословени        |       | 5     |       |       |
| остали и непознато |       | 1     | 3     |       |
| Укупно             | 373   | 412   | 476   | 513   |

| Демографија | Демографија | Демографија |
| Година      | Становника  | Становника  |
| ----------- | ----------- | ----------- |
| 1961.       | 513         |             |
| 1971.       | 476         |             |
| 1981.       | 412         |             |
| 1991.       | 373         |             |
| 2001.       | 167         |             |
| 2011.       |             | 113         |

## Попис 1991.
На попису становништва 1991. године, насељено место Брушка је имало 373 становника, следећег националног састава:
| Попис 1991.‍ | Попис 1991.‍ | Попис 1991.‍ | Попис 1991.‍ | Попис 1991.‍ |
| ----------- | ----------- | ----------- | ----------- | ----------- |
|             |             |             |             |             |
| Хрвати      | Хрвати      |             | 334         | 89,54%      |
| Срби        | Срби        |             | 39          | 10,45%      |
| укупно: 373 |             |             |             |             |

## Презимена
- Божина – Римокатолици
- Драча – Православци
- Зрилић – Римокатолици
- Мариновић – Римокатолици
- Рујак – Православци
- Чачић – Римокатолици[4]